# Konstantin Konstantinovich Rokossovsky
Konstantin Konstantinovich Rokossovsky (tiếng Nga: Константин Константинович Рокоссовский, tiếng Ba Lan: Konstanty Rokossowski), tên khai sinh là Konstantin Ksaveryevich Rokossovsky, (21 tháng 12 năm 1896 – 3 tháng 8 năm 1968) là một chỉ huy cao cấp của Hồng quân Liên Xô trong Chiến tranh thế giới thứ hai. Ông cũng là người duy nhất hai lần được phong Nguyên soái, Nguyên soái Liên Xô năm 1944 và sau đó là Nguyên soái Ba Lan năm 1949.

## Tiểu sử
Konstantin Rokossovsky sinh năm 1896 tại thủ đô Warszawa của Ba Lan, tuy nhiên cũng có tài liệu cho rằng ông sinh tại thành phố Velikiye Luki ở Tây Bắc Đế quốc Nga và gia đình ông chỉ chuyển về Warszawa một thời gian sau đó. Dòng họ Rokossovsky vốn thuộc dòng dõi quý tộc Ba Lan (Szlachta) từng sản sinh ra nhiều kỵ sĩ nổi tiếng, nhưng bố của Konstantin, ông Ksawery Wojciech Rokossowski, chỉ là một công nhân xe lửa Ba Lan làm việc ở Nga, còn mẹ ông là người Nga chính gốc.
Năm 14 tuổi, Konstantin Rokossovsky trở thành trẻ mồ côi và bắt đầu phải kiếm sống bằng cách làm việc trong nhà máy và sau đó là thợ đá học việc ở Warszawa.

## Sự nghiệp

### Trước Chiến tranh thế giới thứ hai

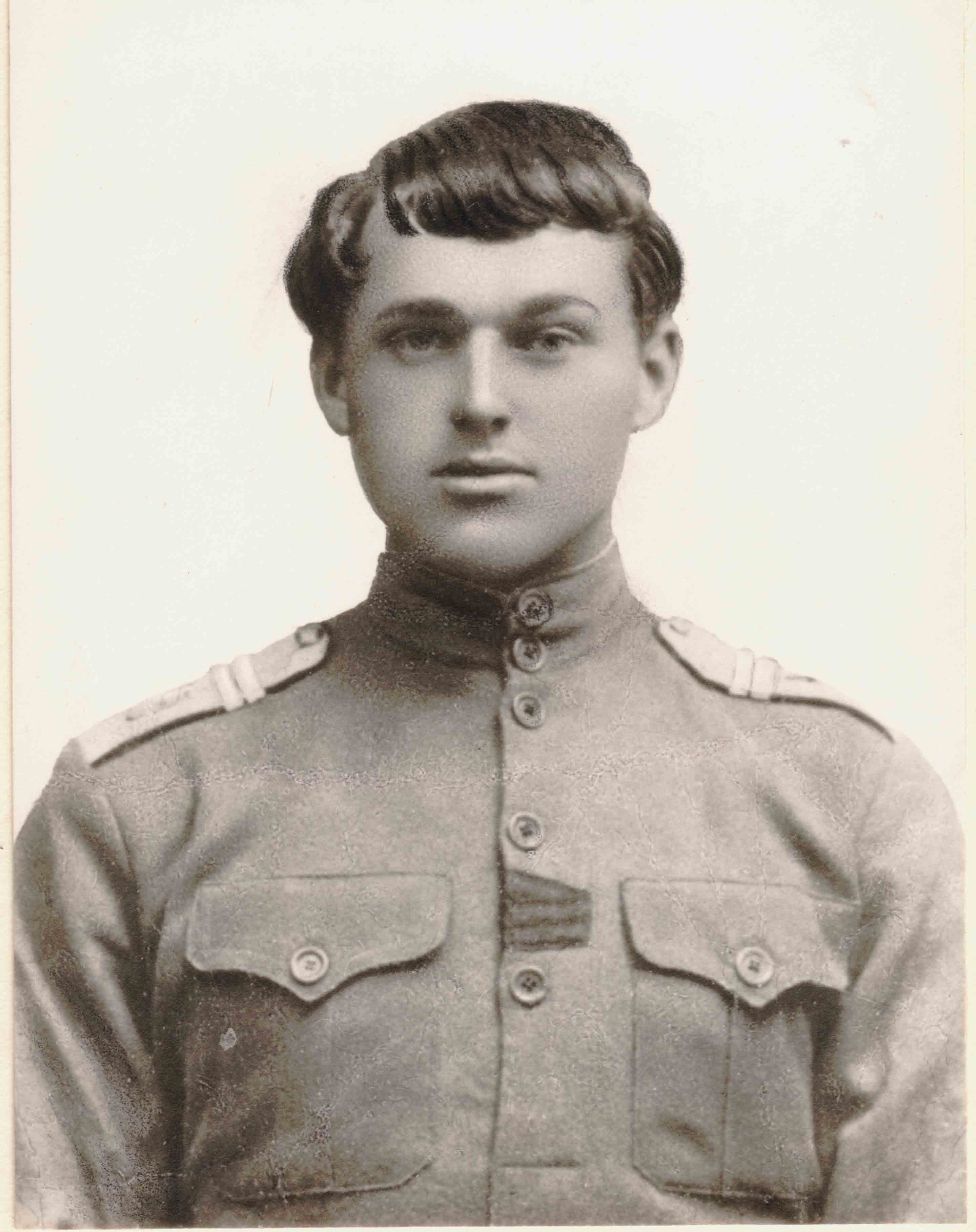
K. K. Rokossovsky năm 1916

Khi Chiến tranh thế giới thứ nhất bùng nổ năm 1914, Rokossovsky đã gia nhập quân đội của Đế quốc Nga và phục vụ trong lực lượng kỵ binh. Ngay sau khi Cách mạng tháng Mười thành công năm 1917, ông gia nhập Đảng Bolshevik và Hồng quân. Trong Nội chiến Nga (1918), Rokossovsky được thăng chức chỉ huy và nhận nhiệm vụ chống lại quân Bạch vệ của tướng Aleksandr Kolchak rồi nhận được huân chương vì chiến đấu dũng cảm. Năm 1920, Rokossovsky tiếp tục tham gia Chiến tranh Nga - Ba Lan chống lại quân đội của tư sản quý tộc Ba Lan .
Sau đó Rokossovsky vào học tại Học viện Quân sự Frunze và trở thành chỉ huy kỵ binh cao cấp của Hồng quân. Trong thập niên 1920 sư đoàn của ông đóng ở Mông Cổ, năm 1929 với sự đồng ý của Chính phủ Trung Quốc, ông đã tham gia việc bảo vệ biên giới phía Đông của nước này khỏi các lực lượng phiến quân.
Vào đầu thập niên 1930, Rokossovsky là một trong số những chỉ huy Hồng quân đầu tiên nhận thấy tầm quan trọng của việc đột kích bằng lực lượng thiết giáp, ông bắt đầu ủng hộ ý tưởng thành lập một đội ngũ tăng thiết giáp mạnh làm nòng cốt cho Hồng quân. Vì suy nghĩ có tính đột phá này, Rokossovsky gặp phải xung đột với một số vị chỉ huy kì cựu của Hồng quân, đặc biệt là Nguyên soái Semyon Budyonny, người vẫn ủng hộ chiến thuật sử dụng kỵ binh.
Rokossovsky tiếp tục giữ vị trí chỉ huy cao cấp cho đến năm 1937, khi ông bị kết tội "liên lạc với tình báo ngoại quốc" trong cuộc Đại thanh trừng. Ông bị tống giam, tra hỏi và sau đó bị chuyển vào một trại lao động ở Norilsk. Tháng 3 năm 1940, Rokossovsky được thả mà không rõ lý do, có lẽ là vì yêu cầu chuẩn bị gấp gáp của Hồng quân trước nguy cơ bùng nổ của chiến tranh. Sau một thời gian an dưỡng ở thành phố biển Sochi, ông được khôi phục quân hàm và giữ chức tư lệnh một quân đoàn ở Quân khu Kiev.

### Chiến tranh thế giới thứ hai

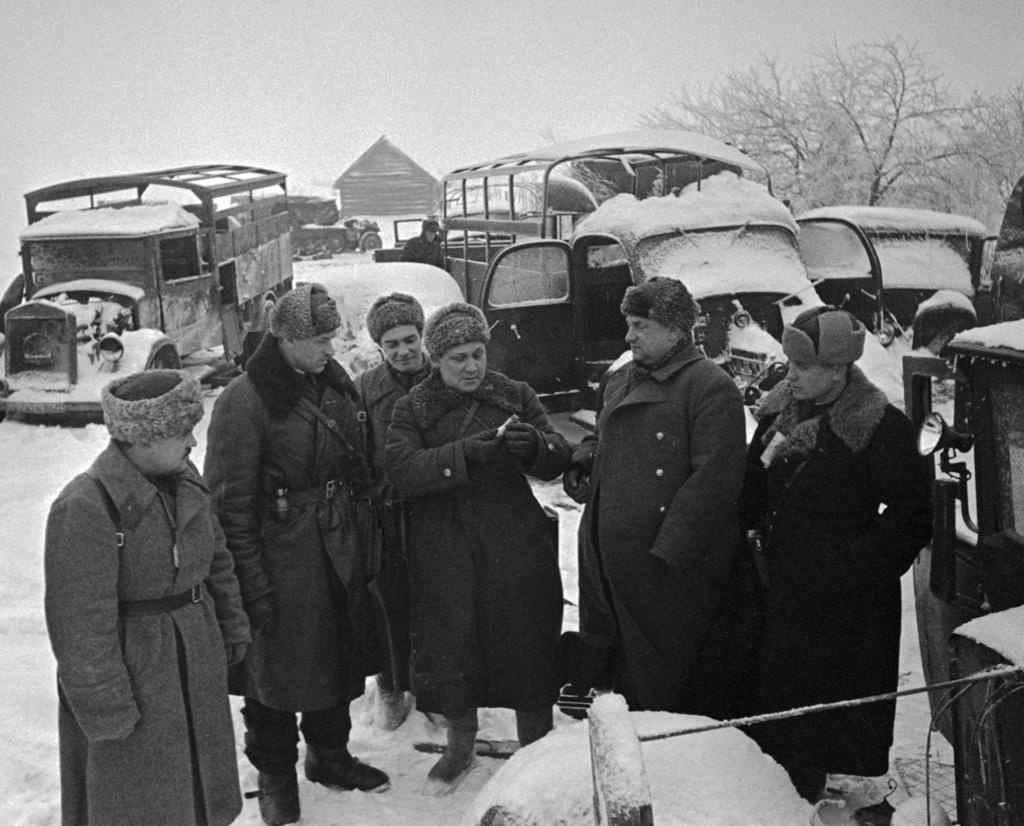
Trung tướng K. K. Rokossovsky (thứ hai từ trái sang), Tư lệnh Tập đoàn quân 16 (Liên Xô) trong Chiến dịch phòng thủ-phản công Moskva, ngày 10 tháng 12 năm 1941

Khi quân đội Đức Quốc xã bắt đầu Chiến dịch Barbarossa tấn công Liên Xô tháng 6 năm 1941, Rokossovsky được cử làm Tư lệnh Tập đoàn quân số 16 đóng ở Smolensk. Trong những trận giao tranh quyết liệt mùa Đông 1941 - 1942, tập đoàn quân của ông đã đóng vai trò quan trọng trong việc bảo vệ thủ đô Moskva.
Đầu năm 1942 Rokossovsky được chuyển đến Phương diện quân Bryansk để chỉ huy cánh phải của đơn vị này. Trong Trận Stalingrad, Rokossovsky, lúc này là Tư lệnh Phương diện quân Sông Don, đã chỉ huy cuộc phản công ở cánh phía Bắc của Hồng quân dẫn đến việc bao vây Tập đoàn quân 6 Đức Quốc xã của Thống chế Friedrich Paulus dẫn đến chiến thắng quan trọng bậc nhất của Liên Xô trong Chiến tranh giữ nước vĩ đại.
Năm 1943, ông được cử làm Tư lệnh Phương diện quân Trung tâm và thực hiện thành công nhiệm vụ bảo vệ trận địa của Hồng quân trong Trận Kursk. Sau đó ông lại tiếp tục phụ trách cuộc phản công ở phía Tây Kursk dẫn đến làm thất bại hoàn toàn cuộc tấn công lớn cuối cùng của quân Đức và mở đường cho Hồng quân tiến về Kiev. Phương diện quân Trung tâm được đổi tên thành Phương diện quân Belorussia 1 có nhiệm vụ giải phóng Belarus và tiến vào Ba Lan giữa năm 1944. Nhờ những chiến công trên mặt trận, Rokossovsky được phong hàm Nguyên soái Liên bang Xô viết ngày 29 tháng 6 năm 1944.
Tháng 11 năm 1944, Rokossovsky được chuyển sang làm Tư lệnh Phương diện quân Belorussia 2. Theo hồi ký của Rokossovsky, ông đã cho rằng đây là một sự giáng chức từ chỉ huy hướng tấn công chính sang hướng tấn công phụ và đã hỏi I. V. Stalin cho ra nhẽ. Stalin đã hồi đáp rằng cả ba hướng tấn công của các phương diện quân Belorussia 2, Belorussia 1 và Ukraina 1 đều nằm trong một khu vực tác chiến tổng thể, đòi hỏi cả 3 phương diênj quân phải phối hợp chặt chẽ với nhau và "Nếu đồng chí và Konev không tiến lên được, Zhukov cũng sẽ không tiến lên được.". Còn trong cuộc nói chuyện riêng với trung tướng tình báo Nikolai Zheleznikov, Rokossovsky đã nói thẳng hơn, ông cho biết Xtalin đã quyết định cho Zhukov vinh dự tấn công Berlin và giải thích rằng "Đó không phải là một sự thiên vị - đó là chính trị."..
Phương diện quân Belorussia 2 dưới sự chỉ huy của Rokkosovsky đã tiến vào Đông Phổ và vượt qua miền Bắc Ba Lan tiến vào thành phố Szczecin trên Sông Oder, góp phần đánh tan các khối quân lớn của phát xít Đức tại Đông Phổ và Pomerania. Trong chiến dịch Berlin, phương diện quân của Rokkosovsky đánh bại Tập đoàn quân xe tăng 3 (Đức) tại Stettin, đẩy lui quân Đức về Mecklenburg và khiến cho đạo quân này không thể tiếp ứng cho Berlin. Cuối tháng 4 năm 1945 lực lượng Hồng quân do Rokossovsky chỉ huy hội quân cùng lực lượng của Thống chế Anh Bernard Montgomery ở miền Bắc nước Đức trong khi các lực lượng Liên Xô khác do Georgy Zhukov và Ivan Konev chỉ huy tiêu diệt những lực lượng Đức Quốc xã cuối cùng ở Berlin.

### Sau chiến tranh

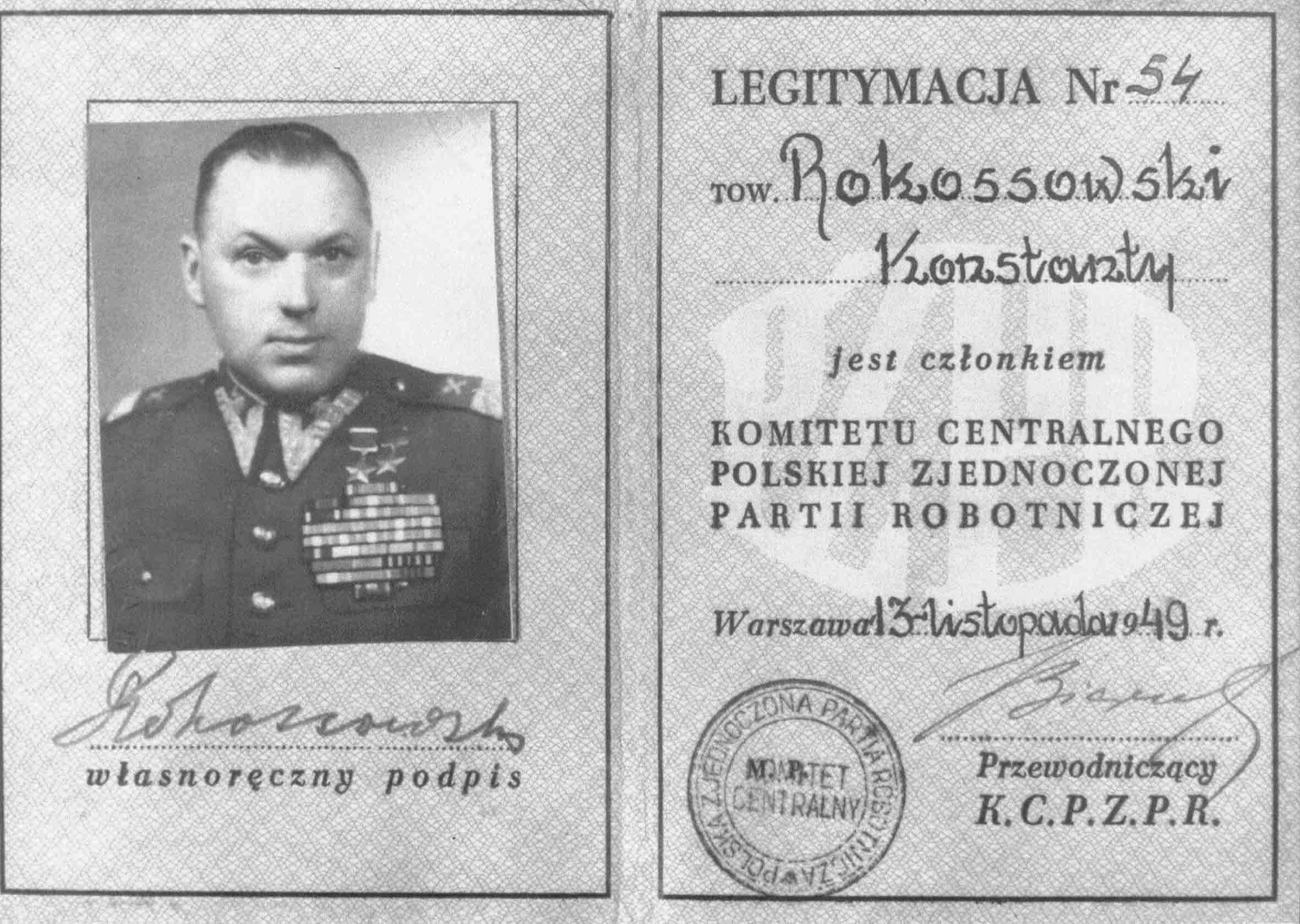
Chứng minh thư quân nhân Ba Lan với quân hàm Nguyên soái Ba Lan của K. K. Rokossovsky

Sau khi Chiến tranh thế giới thứ hai kết thúc, Rokossovsky tiếp tục là Tư lệnh các lực lượng vũ trang Xô viết đóng tại Ba Lan. Tháng 10 năm 1949, sau khi Chính phủ Cộng sản do Bolesław Bierut thành lập ở Ba Lan, Rokossovsky được cử làm Bộ trưởng Bộ Quốc phòng Ba Lan và được phong quân hàm Nguyên soái Ba Lan. Năm 1952 ông trở thành Phó Chủ tịch Hội đồng Bộ trưởng (tương đương Phó Thủ tướng Chính phủ) Ba Lan. Tuy là một người Ba Lan, nhưng Rokossovsky đã sống và làm việc ở Liên Xô 35 năm và phần lớn người Ba Lan coi ông là một phái viên của Liên Xô ở Ba Lan chứ không phải một người Ba Lan thực sự nhất là khi Rokossovsky nói tiếng Ba Lan không được tốt và thậm chí còn ra lệnh cho các binh sĩ Ba Lan gọi ông bằng cái tên tiếng Nga. Bản thân Rokossovsky cũng từng công nhận khá chua chát rằng: "Ở Nga người ta nói tôi là người Ba Lan, còn ở Ba Lan mọi người lại gọi tôi là người Nga".
Sau khi Władysław Gomułka trở thành Bí thư thứ nhất Đảng Cộng sản Ba Lan, Rokossovsky rời Ba Lan về Liên Xô giữ chức Thứ trưởng Bộ Quốc phòng Liên Xô và Tư lệnh Quân khu Ngoại Kavkaz. Năm 1958 ông trở thành Tổng Thanh tra Bộ Quốc phòng và nghỉ hưu tháng 4 năm 1962.
Theo lời kể của nguyên soái tư lệnh không quân A. Golovanov, vào năm 1962 khi N. S. Khruschyov yêu cầu Rokossovsky viết một bài báo phê phán Stalin theo tinh thần của nghị quyến Đại hội XX, Rokossovsky đã trả lời rằng: "Nikita Sergeevich [Khruschyov] à, đối với tôi đồng chí Stalin là một vị thánh !". Tuy nhiên, người cháu trai của Rokossovsky, Konstantin Vilyevich, nói rằng nguyên soái không hề nói gì về Stalin với người trong gia đình, không biết được ông nghĩ gì về Tổng tư lệnh tối cao và câu chuyện trên chỉ là một giai thoại.
Konstantin Rokossovsky mất ngày 3 tháng 8 năm 1968 ở tuổi 74, ông được chôn cất tại chân tường của Điện Kremlin bên cạnh hầu hết các vị Nguyên soái khác của Hồng quân.